# Плато (департамент в Бенин)
Вижте пояснителната страница за други значения на Плато.
Плато (на френски: Plateaux) е департамент в южните части на Бенин. На изток граничи с Нигерия, на север с департамента Колине, на запад с департамента Зу, а на юг и югозапад с департамента Уеме. Столица на департамента е град Сакете. Населението наброява 622 372 души (по преброяване през май 2013 г.).

## Общини
Състои се от 5 комуни (общини):
- Аджа-Уере (на френски: Adja-Ouèrè)
- Ифани (на френски: Ifangni)
- Кету (на френски: Kétou)
- Побе (на френски: Pobè)
- Сакете (на френски: Sakété)